# ر. جاي بالاسيو
ر. جاي بالاسيو (بالإنجليزية: Raquel J. Palacio)‏ هي مؤلفة وكاتِبة وكاتبة للأطفال أمريكية، ولدت في 13 يوليو 1963 في كوينز في الولايات المتحدة.

## وصلات خارجية
- الموقع الرسمي
- ر. جاي بالاسيو على موقع IMDb (الإنجليزية)
- ر. جاي بالاسيو على موقع ميوزك برينز (الإنجليزية)
- ر. جاي بالاسيو على موقع قاعدة بيانات الفيلم (الإنجليزية)